# Houseparty
Een houseparty (ook wel rave of housefeest genoemd) is een evenement met muziek verzorgd door dj's die urenlang housemuziek achter elkaar mixen. Door professionele dj's worden al sinds de eerste feesten voornamelijk vinylplaten gebruikt om te mixen. Hoewel vinyl weer aan een opmars bezig is, gebruiken veel kroeg en thuis-dj's tegenwoordig digitale apparatuur vanwege het gebruikersgemak.
Houseparty's worden georganiseerd in disco's, clubs, buurthuizen en kraakpanden, maar ook in sport- en evenementenhallen, op een strand, of in de open lucht zoals Dance Valley en Mysteryland. Het publiek kan al dansend in een trance raken door de oorverdovende muziek met opzwepende ritmes, in combinatie met lichtshows met lasers en stroboscopen. Andere typerende kenmerken zijn fruit-barren, dansplatformen, videowalls, dresscodes, erotische shows tot pendelbussen en kermisattracties.
Houseparty's duren vaak meer dan 8 uur achtereen. Na elke grote houseparty zijn er zogenaamde afterparty's, die vaak 's ochtends vroeg beginnen. Veel organisatoren van dansfeesten (ID&T, Q-Dance, UDC, Dance 2 Eden, LOS!) houden terugkerende houseparty's met dezelfde naam en thema.

## Nederland
In 1991 werden houseparty's populair onder een steeds groter wordend publiek in Nederland. De dj's van het Dreamteam (Dano, Buzz Fuzz, Gizmo en The Prophet) zijn al vanaf 1991 actief en draaien nog altijd elk weekend, soms op meerdere locaties op een avond. De groter opgezette feesten zoals Thunderdome konden tussen 1992 en 1996 wekelijks rekenen op duizenden bezoekers, die vooral kwamen voor de steeds snellere house-stijlen zoals hardcore en gabber. Uitnodigingen voor een houseparty waren in de vorm van een bedrukte folder.
Vaak worden houseparty's geassocieerd met drugsgebruik. Naast pepmiddelen als cocaïne en speed is de populairste drug ecstasy (XTC). In 1988 werd deze drug in de Opiumwet opgenomen. Vlak daarna werden er op houseparty's pillen aangeboden met op ecstacy gelijkende stoffen zoals MDEA, die toen nog niet verboden waren. De Stichting Adviesbureau Drugs August De Loor begon vanaf toen op houseparty's standjes te exploiteren, waar voor fl. 2,50 een pil getest kon worden op werkzame stof(fen), om gebruikers te beschermen en foute en gevaarlijke pillen te weren.
In 1994 werd de stichting Naar House opgericht door Gerard Grimbergen, die met een oude bus op houseparty's jongeren probeerde van de housecultuur af te brengen en het evangelie te verkondigen.

## Regelmatig terugkerende houseparty's
- Crazyland
- A Nightmare in Rotterdam
- Awakenings
- Dance Valley
- Decibel
- Defqon.1
- Dominator
- Extrema Outdoor
- FFWD Dance Parade Rotterdam
- In Qontrol
- Innercity
- LOS! Het Nazomerspektakel
- Masters of Hardcore
- Mystery Land
- Q-Base
- Qlimax
- Sensation
- Thunderdome
- Trance Energy
- Trossen LOS!